# Pont élevé de Sérvia
 (juillet 2025).
Si vous disposez d'ouvrages ou d'articles de référence ou si vous connaissez des sites web de qualité traitant du thème abordé ici, merci de compléter l'article en donnant les références utiles à sa vérifiabilité et en les liant à la section « Notes et références ».
Le pont élevé de Sérvia, en grec moderne : Υψηλή Γέφυρα Σερβίων / Ypsilí Géfyra Servíon, également appelé pont du lac de Polýfyto est l'un des plus longs ponts de Grèce, avec une longueur de 1 372 mètres. Ce pont routier traverse le lac de Polýfyto entre le village de Neréda (el) et la ville de Sérvia et fait partie de la route nationale Kozáni-Larissa. Il est situé à quinze km au sud-est de Kozáni et à sept km au nord-ouest de Sérvia. C'est l'un des deux ponts sur le lac, avec le pont de Rýmnio (el), qui se trouve au sud-ouest près d'Aiani et qui est plus court en longueur (615 mètres). Il a été conçu par Riccardo Morandi.